# Adriano Maleiane
Adriano Maleiane (ur. 6 listopada 1949 w Matoli) – mozambicki ekonomista i polityk, prezes Banku Narodowego Mozambiku (1991–2006) oraz minister gospodarki i finansów (2015–2022). Premier Mozambiku w latach 2022–2025.